# Ville fusionnée d'Altenahr
La Ville fusionnée d'Altenahr est une municipalité allemande située dans le land de Rhénanie-Palatinat et l'arrondissement d'Ahrweiler.
Cette commune fusionnée est composée des municipalités suivantes :

Localisation du Verbandsgemeinde de d'Altenahr dans l'arrondissement d'Ahrweiler

1. Ahrbrück
2. Altenahr
3. Berg
4. Dernau
5. Heckenbach
6. Hönningen
7. Kalenborn
8. Kesseling
9. Kirchsahr
10. Lind
11. Mayschoß
12. Rech

## Source
- (de) Cet article est partiellement ou en totalité issu de l’article de Wikipédia en allemand intitulé « Verbandsgemeinde Altenahr » (voir la liste des auteurs).